# Isaak Keller
Isaak Keller, auch Isaak Cellarius (* 1530 in Basel; † 1596 in Reichenweier), war ein Schweizer Mediziner und von 1553 bis 1579 Professor in Basel.

## Biografie
Isaak Keller war der Stiefsohn von Simon Grynaeus aus dessen Ehe mit Katharina Keller, geb. Lompart. Er begann sein Studium in Basel, wo er 1550 Magister der Philosophie wurde. 1552/53 studierte er in Montpellier Medizin. Von 1553 bis 1579 war er ordentlicher Professor der theoretischen Medizin an der Universität Basel. 1559 und 1569 amtierte er als Rektor. Als ihm 1579 die Unterschlagung von Mitteln des St. Petersstifts nachgewiesen wurde, floh er aus Basel. Nicolaus Taurellus hielt vertretungsweise seine Vorlesungen ab.
Keller heiratete etwa 1555 Anna Höcklin von Steinegg.